# Esque
L'Esque est une rivière française de Normandie dans le département du Calvados, affluent de l'Aure inférieure.

## Géographie
De 21,2 km de longueur, l'Esque prend sa source au nord-est de la commune de Cerisy-la-Forêt. Elle se joint aux eaux de l'Aure inférieure, à Colombières en marais du Cotentin et du Bessin.

## Communes traversées
- Bernesq, Bricqueville, Cerisy-la-Forêt (source), Colombières (confluent), Écrammeville, La Folie, Longueville, Montfiquet, Saint-Martin-de-Blagny, Sainte-Marguerite-d'Elle, Trévières[2]

## Anciens lieux
- Wedesche : apud Wedesche, fin XIIe siècle (cart. Normandie f° 64). De l'ancien normand wei > vei « gué » cf. la baie des Veys, complété par le nom de la rivière Esque, d'où le sens de « gué de l'Esque »[3]. Localisation inconnue près de Trévières[3].